# Christoph Kaufmann (Politiker)
Christoph Kaufmann (* 15. Oktober 1975 in Klosterneuburg) ist ein österreichischer Politiker (ÖVP). Seit 2016 ist er Abgeordneter zum Landtag von Niederösterreich und seit 2024 Bürgermeister von Klosterneuburg.

## Leben
Christoph Kaufmann wurde als Sohn von Fritz Kaufmann geboren, der über 40 Jahre als Kommunalpolitiker, zuletzt als Vizebürgermeister, in Klosterneuburg tätig war. Er ist verheiratet und Vater einer Tochter.

### Ausbildung und Beruf
Kaufmann besuchte die Unterstufe am Bundesgymnasium und Bundesrealgymnasium Klosterneuburg, anschließend absolvierte er eine Ausbildung zum Tourismuskaufmann an der Höheren Lehranstalt für Tourismus in Wien, wo er 1995 maturierte. An der Universität Wien begann er ein Studium der Kommunikationswissenschaften und Politikwissenschaften und absolvierte einen Universitätslehrgang für Öffentlichkeitsarbeit, den Lehrgang schloss er 2001 als Master of Advanced Studies (MAS) ab.
Von 2002 bis 2013 war er Organisationsreferent beim Wirtschaftsbund Niederösterreich, seit 2013 ist er als selbständiger Berater für Öffentlichkeitsarbeit tätig.
Er ist Mitglied im Präsidium der Admiral Basketball Bundesliga (ABL). Im Mai 2019 wurde er als Nachfolger von Johann Höfinger zum Vorsitzenden des Vereines Rettet das Kind Niederösterreich gewählt.

### Politik
Von 2013 bis 2015 war er Gemeinderat in seiner Heimatgemeinde Klosterneuburg, wo ab dem 20. Februar 2015 Stadtrat war.
Am 17. November 2016 wurde er in Nachfolge von Willibald Eigner in der XVIII. Gesetzgebungsperiode als Abgeordneter zum Niederösterreichischen Landtag angelobt. Nach der Landtagswahl in Niederösterreich 2023 zog er in der XX. Gesetzgebungsperiode über die Landesliste erneut in den Landtag ein.
Von Stefan Schmuckenschlager wurde er im November 2023 als dessen Nachfolger als Bürgermeister von Klosterneuburg ab Mitte Jänner 2024 vorgeschlagen und im Dezember 2023 vom Parteivorstand einstimmig nominiert. Im Jänner 2024 wurde er zum Bürgermeister von Klosterneuburg gewählt. Nach den Gemeinderatswahlen in Niederösterreich 2025 wurde er Anfang Juni 2025 in diesem Amt bestätigt.